# Ein Hase an König Arthurs Hof
Ein Hase an König Arthurs Hof (Originaltitel: Knighty Knight Bugs) ist ein US-amerikanischer Zeichentrick-Kurzfilm von Friz Freleng aus dem Jahr 1958.

## Handlung
Das singende Schwert von König Artus wurde vom Schwarzen Ritter (Yosemite Sam) gestohlen. Die Ritter der Tafelrunde zeigen sich wenig begeistert, das Schwert wiederzuholen, ist der Schwarze Ritter doch in Besitz eines feuerspeienden Drachen. Auch Hofnarr Bugs Bunny meint tanzend, dass nur ein Narr das Schwert würde wiederbringen wollen, und König Artus schickt nun ihn als Narren los. Sollte er es nicht schaffen, das singende Schwert wiederzuholen, drohen ihm mehrere grausame Tode.
Bugs begibt sich zur Burg des Schwarzen Ritters, der tief schläft und sich hin und wieder mit seinem ständig feuer-niesenden Drachen herumärgert. Bugs nimmt problemlos das Schwert an sich, fragt sich jedoch noch in der Burg, warum es wohl das „singende Schwert“ heiße – prompt beginnt das Schwert, mit fiepsigem Stimmchen Cuddle Up a Little Closer, Lovely Mine zu singen. Der Schwarze Ritter erwacht und verfolgt Bugs Bunny auf seinem Drachen. Bugs kann in ein Hasenloch entkommen und spätere Fangversuche von der Burg des Schwarzen Ritters aus abwehren. Die Verfolgung endet schließlich, nachdem Bugs den Ritter und den Drachen in einem Raum voller explosiver Stoffe eingeschlossen hat. Der Drache muss niesen und der gesamte Turm schießt durch die Explosionen gen Mond. Das singende Schwert stimmt leise Aloha ʻOe an.

## Hintergrund
Ein Hase an König Arthurs Hof erschien am 23. August 1958 als Teil der Warner-Bros.-Trickfilmserie Looney Tunes im Kino. Es war der letzte von fünf Looney-Tunes-Trickfilmen, der mit einem Oscar ausgezeichnet wurde. Sämtliche Stimmen in der englischsprachigen Originalversion, darunter die von Bugs Bunny und dem Schwarzen Ritter alias Yosemite Sam, werden von Mel Blanc gesprochen. In dem 1981 erschienenen Kompilationsfilm Der total verrückte Bugs Bunny Film ist der Cartoon als Vorfilm enthalten.
Es gibt drei verschiedene deutschsprachige Versionen des Films. In den 1970er Jahren sendete das ZDF eine Version, in der Bugs Bunny von Gerd Vespermann und Yosemite Sam von Klaus W. Krause gesprochen wurde. Zudem gibt es zwei verschiedene Synchronisationen für den Kompilationsfilm Der total verrückte Bugs Bunny Film. Die erste entstand ebenfalls durch das ZDF und wurde zu Weihnachten 1993 ausgestrahlt. In ihr spricht Gerd Vespermann für Bugs Bunny und Friedrich Schütter für Yosemite Sam. Die zweite Version wurde auf Super RTL ausgestrahlt und erschien am 14. August 2009 auf DVD. In ihr wird Bugs Bunny von Sven Plate und Yosemite Sam von Tilo Schmitz gesprochen.
Die englischsprachige Originalversion des Kurzfilms ist auf den DVDs Looney Tunes Golden Collection: Volume 4, Warner Bros. Home Entertainment Academy Awards Animation Collection, The Essential Bugs Bunny und Looney Tunes Platinum Collection: Volume 3 enthalten. Letztere gibt es auch als Blu-ray.

## Auszeichnungen
Ein Hase an König Arthurs Hof gewann 1959 den Oscar in der Kategorie „Bester animierter Kurzfilm“.